# Science and Civilisation in China
Science and Civilisation in China ist eine Buchreihe zur Wissenschafts- und Technikgeschichte in China, die von Joseph Needham und internationalen Gelehrten des Needham Research Institute herausgegeben wurde.

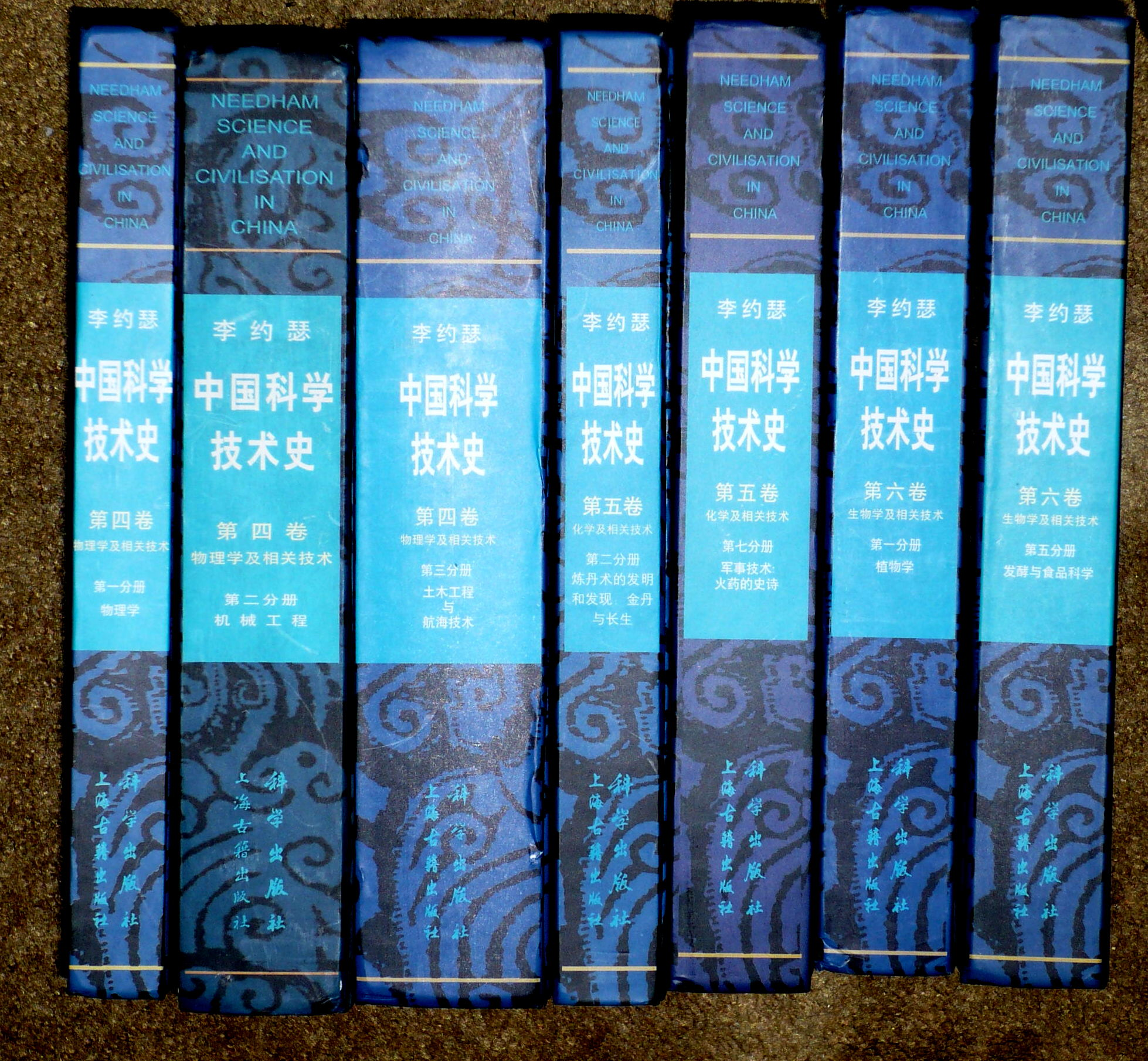
Bände einer chinesischen Übersetzung (Zhongguo kexue jishu shi 中国科学技术史)

## Geschichte
Die von dem britischen Biochemiker Joseph Needham (1900–1995) initiierte und anfangs herausgegebene englischsprachige Buchreihe zur Wissenschaft und Kultur in China setzte neue Maßstäbe in der Beschäftigung mit China im Wissenschaftsbereich. Als Standardwerk zur chinesischen Wissenschafts- und Technikgeschichte veränderte es die Wahrnehmung Chinas durch die westliche Welt und lenkte die Aufmerksamkeit auf die historischen wissenschaftlichen und technologischen Leistungen Chinas. Joseph Needham hatte das von ihm initiierte Projekt von 1954 an bis zu seinem Tod 1995 koordiniert. Zu seinen Lebzeiten erschienen 17 Bände, weitere sieben Bände wurden seither durch das von Needham begründete Needham Research Institute herausgegeben. 1992 bis 2014 war Christopher Cullen leitender Herausgeber der Buchreihe. Das Erscheinen weiterer Bände ist in Vorbereitung. Die Gesamtanlage des Werkes ist etwas schwer zu überblicken. Die folgende Übersicht erhebt keinen Anspruch auf Aktualität oder Vollständigkeit.

## Bände
| Band            | Titel | Autor(en)                                                                                | Jahr | Anm.           |
| --------------- | --- | ---------------------------------------------------------------------------------------- | ---- | -------------- |
| Vol. 1          | Introductory Orientations | Wang Ling (research assistant)                                                           | 1954 |                |
| Vol. 2          | History of Scientific Thought | Wang Ling (Forschungsassistent)                                                          | 1956 | OCLC 19249930  |
| Vol. 3          | Mathematics and the Sciences of the Heavens and Earth                                                                               | Wang Ling (Forschungsassistent)                                                          | 1959 | OCLC 177133494 |
| Vol. 4, Part 1  | Physics and Physical Technology Physics                                                                                             | Wang Ling (Forschungsassistent), with cooperation of Kenneth Robinson                    | 1962 | OCLC 60432528  |
| Vol. 4 Part 2   | Physics and Physical Technology Mechanical Engineering                                                                              | Wang Ling (collaborator)                                                                 | 1965 |                |
| Vol. 4, Part 3  | Physics and Physical Technology Civil Engineering and Nautics                                                                       | Wang Ling and Lu Gwei-djen (collaborators)                                               | 1971 |                |
| Vol. 5, Part 1  | Chemistry and Chemical Technology Paper and Printing                                                                                | Tsien Tsuen-Hsuin                                                                        | 1985 |                |
| Vol. 5, Part 2  | Chemistry and Chemical Technology Spagyrical Discovery and Invention: Magisteries of Gold and Immortality                           | Lu Gwei-djen (collaborator)                                                              | 1974 |                |
| Vol. 5, Part 3  | Chemistry and Chemical Technology Spagyrical Discovery and Invention: Historical Survey, from Cinnabar Elixirs to Synthetic Insulin | Ho Ping-Yu and Lu Gwei-djen (collaborators)                                              | 1976 |                |
| Vol. 5, Part 4  | Chemistry and Chemical Technology Spagyrical Discovery and Invention: Apparatus and Theory                                          | Lu Gwei-djen (collaborator), with contributions by Nathan Sivin                          | 1980 |                |
| Vol. 5, Part 5  | Chemistry and Chemical Technology Spagyrical Discovery and Invention: Physiological Alchemy                                         | Lu Gwei-djen (collaborator)                                                              | 1983 |                |
| Vol. 5, Part 6  | Chemistry and Chemical Technology Military Technology: Missiles and Sieges                                                          | Robin D.S. Yates, Krzysztof Gawlikowski, Edward McEwen, Wang Ling (collaborators)        | 1994 |                |
| Vol. 5, Part 7  | Chemistry and Chemical Technology Military Technology: The Gunpowder Epic                                                           | Ho Ping-Yu, Lu Gwei-djen, Wang Ling (collaborators)                                      | 1987 |                |
| Vol. 5, Part 8  | Chemistry and Chemical Technology Military Technology: Shock Weapons and Cavalry                                                    | Lu Gwei-djen (collaborator)                                                              | 2011 |                |
| Vol. 5, Part 9  | Chemistry and Chemical Technology Textile Technology: Spinning and Reeling                                                          | Dieter Kuhn                                                                              | 1988 |                |
| Vol. 5, Part 10 | "Work in progress" |                                                                                          |      |                |
| Vol. 5, Part 11 | Chemistry and Chemical Technology Ferrous Metallurgy                                                                                | Donald B. Wagner                                                                         | 2008 |                |
| Vol. 5, Part 12 | Chemistry and Chemical Technology Ceramic Technology                                                                                | Rose Kerr, Nigel Wood, contributions by Ts'ai Mei-fen and Zhang Fukang                   | 2004 |                |
| Vol. 5, Part 13 | Chemistry and Chemical Technology Mining                                                                                            | Peter Golas                                                                              | 1999 |                |
| Vol. 6, Part 1  | Biology and Biological Technology Botany                                                                                            | Lu Gwei-djen (collaborator), with contributions by Huang Hsing-Tsung                     | 1986 |                |
| Vol. 6, Part 2  | Biology and Biological Technology Agriculture                                                                                       | Francesca Bray                                                                           | 1984 |                |
| Vol. 6, Part 3  | Biology and Biological Technology Agroindustries and Forestry                                                                       | Christian A. Daniels and Nicholas K. Menzies                                             | 1996 |                |
| Vol. 6, Part 4  | Biology and Biological Technology Traditional Botany: An Ethnobotanical Approach                                                    | Georges Métailie                                                                         | 2015 |                |
| Vol. 6, Part 5  | Biology and Biological Technology Fermentations and Food Science                                                                    | Huang Hsing-Tsung                                                                        | 2000 |                |
| Vol. 6, Part 6  | Biology and Biological Technology Medicine                                                                                          | Lu Gwei-djen, Nathan Sivin (editor)                                                      | 2000 |                |
| Vol. 7, Part 1  | Language and Logic | Christoph Harbsmeier                                                                     | 1998 |                |
| Vol. 7, Part 2  | General Conclusions and Reflections                                                                                                 | Kenneth Girdwood Robinson (editor), Ray Huang (collaborator), introduction by Mark Elvin | 2004 | OCLC 779676    |